# De avondboot
De avondboot is een Nederlandse film uit 2007 van Karim Traïdia en is geïnspireerd op het boek De avondboot van Vonne van der Meer. De film werd uitgebracht als Telefilm en is ook bekend onder de titel Eilandgasten 2: De avondboot; het is de opvolger van de film Eilandgasten, die eveneens op een roman van Van der Meer is gebaseerd. De internationale titel is Island Guests: The Evening Boat.
De film bestaat, net als Eilandgasten, opnieuw uit vier verhaallijnen die op elkaar aansluiten en zich afspelen in of bij het vakantiehuisje Duinroos op het eiland Vlieland. Twee personen uit de eerste film keren weer terug: Martine (Carine Crutzen) en de schoonmaakster (Pim Lambeau).

## Verhaallijn
1. De oude Marleen verblijft in een van de vakantiehuisjes om op krachten te komen van haar slopende ziekte. Dit is tenminste wat ze haar vriend Edu wijsmaakt. Eigenlijk wil ze zich van het leven beroven.
2. Martine komt met haar moeder een week vakantie vieren. De twee kibbelen alleen maar tegen elkaar. De een verwijt de ander dat de ander nooit luistert.
3. Twee ouders gaan met hun dochter en schoonzoon een week naar Vlieland, alleen vader Teun kan zich maar moeilijk concentreren met al die mooie vrouwen op het eiland. Dit ergert dochter Liesbeth, die vindt dat haar vader meer aandacht moet besteden aan haar moeder.
4. In het laatste gezin draait alles om de problemen van puber Ben. Hij kijkt op tegen zijn oudere broer Jeroen. Deze blijkt met zijn homoseksualiteit te worstelen. Ben krijgt hier een enorme afkeer van.

## Rolverdeling
- Celia Nufaar - Marleen
- Lou Landre - Edu
- Carine Crutzen - Martine
- Ellen Vogel - moeder van Martine
- Bart de Vries - Hans
- Gijs Scholten van Aschat - Teun
- Katelijne Verbeke - Pia
- Lieke Antonisen - Liesbeth
- Steye van Dam - Naud
- Sascha Visser - Jeroen
- Achmed Elghazaoui - Dimitri
- Clemens Levert - Ben